# 葛巻村
葛巻村（くずまきむら）とは、新潟県南蒲原郡にあった村。現在の見附市葛巻地区に相当し、市中心部に隣接する北東部では都市化が進んでいる。
この項目では、町村制施行当初同じ領域にあった葛巻組村についても述べる。

## 地理
- 河川：刈谷田川

### 隣接していた自治体
- 南蒲原郡
  - 見附町（現見附市）
  - 新潟村（同上）
  - 今町（同上）
  - 中之島村（現長岡市）
- 古志郡
  - 新組村（現長岡市、見附市）

## 歴史

### 主な出来事
- 1927年（昭和2年）6月19日 - 見附町の大火が葛巻村に達し、家屋15戸が全焼[1]。

### 沿革
- 1889年（明治22年）4月1日 - 町村制施行に伴い南蒲原郡市野坪村・葛巻村・反田村・福島村・傍所村・山吉村・青木新田・鹿熊新田・加坪川新田・北野新田・速水新田・柳橋新田の区域をもって葛巻組村が成立。
- 1890年（明治23年）8月22日 - 葛巻組村が出面村・郷分村に分割され、廃止となる。
- 1901年（明治34年）11月1日 - 出面村・郷分村が新設合併して葛巻村となる。
- 1954年（昭和29年）3月31日 - 見附町へ編入。同日葛巻村廃止。

## 交通

### 鉄道
村域を日本国有鉄道（現在のJR東日本）信越本線が通過しており、村の北端、見附町との境に見附駅があった。

### 道路
主要地方道
- 新潟県道20号見附中之島線

一般県道
- 新潟県道126号長岡見附線
- 新潟県道242号七軒町見附線